# Rome (Band)
Rome (Eigenschreibweise: ROME) ist eine luxemburgische Band, die Ende 2005 von Singer-Songwriter Jérôme Reuter gegründet wurde.

## Geschichte
Rome schloss 2006 einen Vertrag mit dem schwedischen Musiklabel Cold Meat Industry und veröffentlichte die EP Berlin (Juni 2006) sowie die Alben Nera (November 2006), Confessions d’Un Voleur d’Ames (April 2007) und Masse Mensch Material (März 2008). Die Band kam 2009 bei der deutschen Plattenfirma Trisol unter Vertrag und veröffentlichte anschließend die Single To Die Among Strangers (Mai 2009) und das Album Flowers from Exile (Juni 2009). Im Jahr 2010 erschienen sowohl die Single L'Assassin als auch das Album Nos Chants Perdus. 2011 folgte die an Peter Weiss’ antifaschistische Roman-Trilogie Die Ästhetik des Widerstands angelehnte 3CD Box Die Aesthetik Der Herrschaftsfreiheit. Das Artwork des introvertierteren Albums Hell Money (2012) wurde durch den Fotografen Michel Medinger gestaltet. 2014 veröffentlichte Rome mit A Passage to Rhodesia ein Konzeptalbum zum Rhodesischen Bürgerkrieg der 60er und 70er Jahre.
Anlässlich des zehnjährigen Bestehens der Band erschien 2015 das Best-of-Album Anthology 2005–2015, begleitet von einer Welttournee mit Konzerten unter anderem in Moskau, Kiew, Jerusalem, Los Angeles, Madrid, Rom, London, Berlin und Saigon.
Im Oktober 2016 nahm Rome einige Stücke in den Hansa-Studios in Berlin auf, die Aufnahmen wurden 2017 unter dem Titel Hansa Studios Session veröffentlicht.

## Stil und Konzept
Die bisherigen Veröffentlichungen von Rome sind nicht auf einen eindeutigen Stil festzulegen. In ihren Anfängen mischte die Formation Einflüsse aus Post-Industrial und Folk Noir mit experimentellem und elektronischem Pop sowie auch dem Einsatz von Samples. In der Folgephase gewannen die Traditionen von französischem Chanson und amerikanischem Folk Noir zunehmend an Einfluss. Rome selbst bezeichneten ihren Stil als „Chanson Noir“.
Eine Reihe von Alben bestehend aus Käferzeit, Gärten und Strassen, Haus der Flieger sowie Blätter und Steine ist im Gegensatz zum übrigen Werk stilistisch eher dem Dark Ambient zuzuordnen. Sie bestehen hauptsächlich aus Klangcollagen ohne Gesang und mit vereinzelten Sprachsamples. Diese Reihe ist ausschließlich limitiert auf Vinyl erschienen.
Jérôme Reuter nennt als seine wichtigsten musikalischen Einflüsse die französischsprachigen Chansonniers Jaques Brel und Léo Ferré sowie im Hinblick auf seine Songtexte die „Rebellen, Verbannten und Gejagten des 20. Jahrhunderts“ im Sinne der Werke von Albert Camus. Zahlreiche Alben von Rome sind themenbezogene Konzeptalben.

## Diskografie
- 2006: Berlin (MCD)
- 2006: Nera (CD)
- 2007: Confessions d’Un Voleur d’Ames (CD)
- 2008: Masse Mensch Material (CD)
- 2009: To Die Among Strangers (Single)
- 2009: Flowers from Exile (CD/Vinyl)
- 2010: L'Assassin (Single)
- 2010: Nos Chants Perdus (CD/Vinyl)
- 2011: Our Holy Rue / The Merchant Fleet (10")
- 2011: Die Æsthetik der Herrschaftsfreiheit (3CD)[7]
- 2012: Fester (Single)
- 2012: Hell Money (CD)
- 2014: Hate Us and See If We Mind (MCD)
- 2014: A Passage to Rhodesia (Box-Set) including My Traitor's Heart (10" Picture disc), House of Stone (CD)
- 2015: A Passage to Rhodesia (CD/Vinyl)
- 2016: Coriolan (CD-Mini-Album)
- 2016: The Hyperion Machine (CD)
- 2017: Hansa Studios Session (CD/Vinyl)
- 2018: Hall of Thatch (CD/Vinyl), Faces of Clay (Vinyl)
- 2019: Le Ceneri di Heliodoro (CD/Vinyl)
- 2019: Käferzeit (Vinyl)
- 2019: Hinter den Mauern der Stadt (7" feat. Eugen Balanskat (Die Skeptiker))
- 2019: The Dublin Session
- 2020: Gärten und Strassen (Vinyl)
- 2020: The Lone Furrow
- 2021: Parlez-vous Hate?
- 2021: Haus der Flieger
- 2022: Hegemonikon – A Journey To The End Of Light
- 2023: Blätter und Steine (Vinyl)
- 2023: Gates of Europe
- 2023: Live in Kyiv
- 2024: World in Flames
- 2025: Civitas Solis
- 2025: The Dublin Session II